# Dietrich-Mohr
Dietrich-Mohr, né le 20 juin 1924 à Düsseldorf en Allemagne et mort le 25 décembre 2016 à Villejuif est un sculpteur d'origine allemande, ayant vécu en  en France.

## Biographie
Diplômé aux Écoles d'art décoratif de Krefeld et de Bâle et de l'École des beaux-arts de Karlsruhe.
En 1951 Dietrich-Mohr s'installe en France  où il continue ses études à l'Académie de la Grande-Chaumière à Paris dans l'atelier de Zadkine.
Depuis 1959, il  travaille, après le plomb et le zinc, surtout ses trois métaux préférés : le laiton, l'acier inoxydable et l'acier corten.
En 1961, première exposition personnelle à Nice.
Il participe à de nombreuses expositions internationales, salons, biennales et foires, ses œuvres sont présentées dans une vingtaine d'expositions personnelles de musées, centres culturels et galeries en France et à l'étranger.

## Œuvres monumentales
Créateur d'une trentaine de sculptures monumentales installées dans les lieux publics, parmi lesquelles: sa première sculpture monumentale en acier inoxydable du symposium de sculpture contemporaine de la Forêt de Sénart en 1971 ainsi que:
- L.E.P. Liévin (Pas-de-Calais).

- C.E.S. Saint-André, Île de la Réunion.

- Ville Nouvelle de Saint-Quentin-en- Yvelines.

- Airbus Industrie, Toulouse.

- Ville de Gueugnon.

- Puyô, Corée du Sud.

- Ville d'Uckange (Moselle) 2001-2002.